# UK Jive
UK Jive è il ventiduesimo album in studio del gruppo musicale rock britannico The Kinks, pubblicato nel 1989.

## Tracce
1. Aggravation – 6:10
2. How Do I Get Close – 5:07
3. UK Jive – 3:49
4. Now and Then – 3:32
5. What Are We Doing? – 3:38
6. Entertainment – 4:19
7. War Is Over – 3:41
8. Down All the Days (Till 1992) – 4:57
9. Loony Balloon – 5:03
10. Dear Margaret – 3:27

## Formazione
- Ray Davies - voce, chitarra, tastiere
- Dave Davies - chitarra, voce
- Jim Rodford - basso
- Mick Avory - batteria (solo in Entertainment)
- Bob Henrit - batteria